# Бельцкий округ
Бельцкий округ — административно-территориальная единица Молдавской ССР, существовавшая в 1952—1953 годах. Административный центр — город Бельцы.
Округ был образован 31 января 1952 года, когда вся территория Молдавской ССР была разделена на 4 округа.
Делился на 22 района и 2 города окружного подчинения:
- Атакский район — с. Атаки
- Бельцкий район — г. Бельцы
- Болотинский район — с. Болотино
- Братушанский район — с. Братушаны
- Бричанский район — пгт Бричаны
- Вертюжанский район — с. Вертюжаны
- Глодянский район — с. Глодяны
- Дрокиевский район — п. Дрокия
- Единецкий район — пгт Единцы
- Згурицкий район — с. Згурица
- Каменский район — пгт Каменка
- Кишкаренский район — с. Кишкарены
- Котюжанский район — с. Котюжаны
- Липканский район — пгт Липканы
- Окницкий район — пгт Окница
- Рышканский район — пгт Рышканы
- Скулянский район — с. Скуляны
- Сорокский район — г. Сороки
- Сынжерейский район — с. Сынжерей
- Тырновский район — с. Тырново
- Фалештский район — г. Фалешты
- Флорештский район — г. Флорешты
- город Бельцы
- город Сороки

15 июня 1953 года все округа Молдавской ССР были упразднены.